# Prijevoz novca
Prijevoz novca (eng. cash-in-transit), fizički prijevoz novčanica, kovanica, vrijednosnih papira i drugih vrijednosti cestovnim putem s utovarne na istovarnu lokaciju. Lokacije preuzimanja novca i drugih vrijednosti uključuju banke, mjenjačnice, velike trgovačke centre, bankomate i druge prostore u kojima se drže veće količine novca i drugih dragocjenosti.
Većinu poslova prijevoza novca obavljaju privatne zaštitarske tvrtke, specijalizirane za takve poslove koji uključuju osiguranje i prijevoz novca i dragocjdenosti koje se prevoze u zaštitarskom kombiju. Posadu čine dva do tri zaštitara ili zaštitara-specijalista koji moraju biti zaštićeni balističkim prslucima i nositi kratko vatreno oružje. Vozač zaštitar ne smije ni u kojem slučaju napuštati vozilo, a ostatak time čine jedan do dva zaštitara koja prenose novac i druge dragocjenosti. U nekim državama Europske unije, poput Danske, Grčke, Irske, Švedske i Nizozemske zabranjeno je zaštitarima nošenje vatrenog oružja prilikom obavljanja prijevoza novca.

## Vanjske poveznice
- Pravilnik o tehničkim uvjetima i načinu izdavanja posebnog odobrenja za obavljanje poslova osiguranja i pratnje pri distribuciji novca, vrijednosnih papira i dragocjenosti – Narodne novine
- Pratnja novca i dragocjenosti – securitas.com.hr
- Prijevoz novca i virjednosti – akd-zastita.hr
- Obuka za prijevoz novca unutar eurozone – zastita.info